# Världsmästerskapen i nordisk skidsport 1929
Världsmästerskapen i nordisk skidsport 1929 ägde rum i Zakopane i Polen mellan den 5 och 9 februari 1929. 

## Längdskidåkning herrar

### 18 kilometer
7 februari 1929
| Medalj | Tävlande                   | Tid     |
| Guld   | Veli Saarinen, Finland     | 1:20.03 |
| Silver | Anselm Knuuttila, Finland  | 1:20.40 |
| Brons  | Hjalmar Bergström, Sverige | 1:21.28 |

### 50 kilometer
9 februari 1929
| Medalj | Tävlande                  | Tid     |
| Guld   | Anselm Knuuttila, Finland | 3:50.01 |
| Silver | Veli Saarinen, Finland    | 3:53.23 |
| Brons  | Olle Hansson, Sverige     | 3:53.20 |

## Nordisk kombination

### Individuellt (backhoppning + 18 kilometer längdskidåkning)
5 februari 1929
| Medalj | Tävlande                | Poäng  |
| Guld   | Hans Vinjarengen, Norge | 452,10 |
| Silver | Ole Stenen, Norge       | 432,65 |
| Brons  | Esko Järvinen, Finland  | 431,70 |

## Backhoppning

### Stora backen
5 februari 1929
| Medalj | Tävlande                  | Poäng |
| Guld   | Sigmund Ruud, Norge       | 227,2 |
| Silver | Kristian Johansson, Norge | 225,2 |
| Brons  | Hans Kleppen, Norge       | 223,8 |

## Medaljligan
| Placering | Nation  | Guld | Silver | Brons | Totalt |
| --------- | ------- | ---- | ------ | ----- | ------ |
| 1         | Finland | 2    | 2      | 1     | 5      |
|           | Norge   | 2    | 2      | 1     | 5      |
| 3         | Sverige | 0    | 0      | 2     | 2      |